# Noosgulch River
Noosgulch River är ett vattendrag i Kanada.   Det ligger i provinsen British Columbia, i den sydvästra delen av landet, 3 700 km väster om huvudstaden Ottawa.
I omgivningarna runt Noosgulch River växer i huvudsak barrskog. Trakten runt Noosgulch River är nära nog obefolkad, med mindre än två invånare per kvadratkilometer.